# HMS Royal Sovereign (05)
Pour les articles homonymes, voir HMS Royal Sovereign et Arkhangelsk (homonymie).
Le HMS Royal Sovereign est un cuirassé de classe Revenge de la Royal Navy lancé en 1915.

## Histoire
Terminé en mai 1916, il n'est néanmoins pas prêt pour la bataille du Jutland. Il rejoint alors la 1re escadre de la Grand Fleet, mais ne verra pas le combat durant le reste de la Première Guerre mondiale. Au début des années 1930, il est transféré à la Mediterranean Fleet basée à Malte.
À la différence des cuirassés de la classe Queen Elizabeth, le Royal Sovereign et ses sister-ships ne sont pas modernisés durant l'entre-deux-guerres. En septembre 1939, il est assigné à la Home Fleet, et escorte des convois (dont les convois HX 18, HX 22, HX 28 et HX 34) jusqu'en mai 1940, avant de retourner dans la Mediterranean Fleet. Il participe à la bataille de Punta Stilo, mais ne peut engager les cuirassés italiens du fait de sa faible vitesse. En mars 1942, il est affecté à l'Eastern Fleet, avant de participer à l'escorte de convois à l'est de l'Afrique.
En mai 1944, après son retour en Grande-Bretagne, le Royal Sovereign est transféré à la marine soviétique, et renommé Arkhangelsk. Il escorte encore des convois vers la péninsule de Kola, avant que le gouvernement soviétique ne le rende au Royaume-Uni en 1949, où il est envoyé à la casse.

## Source
- (en) Cet article est partiellement ou en totalité issu de l’article de Wikipédia en anglais intitulé « HMS Royal Sovereign (05) » (voir la liste des auteurs).